# Otto Liebmann (Verleger)
Otto Liebmann (geboren am 24. April 1865 in Mainz; gestorben am 15. Juli 1942 in Berlin) war ein deutscher Verleger jüdischen Glaubens. Er gründete 1890 den Verlag Otto Liebmann, der ab 1896 die Deutsche Juristen-Zeitung (DJZ) herausgab. Der Verlag begründete auch die Reihe „Kurzkommentare“, die später vom Verlag C. H. Beck als „Beck’sche Kurzkommentare“ weitergeführt wurde (vgl. „Palandt“).

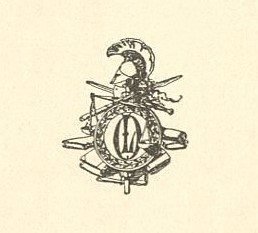
Verlagssignet 1892

## Leben
Otto Liebmann wurde am 24. April 1865 in Mainz als Sohn einer jüdischen Getreidehändler-Familie geboren und wuchs in Frankfurt am Main auf. Er erlernte die Berufe Drucker und Buchhändler. Im Alter von 24 Jahren gründete Liebmann in Berlin einen gleichnamigen Verlag, dessen Angebot sich auf rechtswissenschaftliche Publikationen fokussierte. Der Verlag erlangte insbesondere Bekanntheit durch die Deutsche Juristen-Zeitung (DJZ), die 1896 begründet und von Liebmann persönlich sowie drei bedeutenden Rechtswissenschaftlern (Paul Laband, Hermann Staub und Melchior Stenglein) herausgegeben wurde, sowie für die Taschenkommentare, in denen die wichtigsten deutschen Gesetze möglichst kurz, aber umfassend kommentiert wurden. Damit reagierte er frühzeitig und erfolgreich auf die stark wachsende Nachfrage nach juristischer Fachliteratur, die 1896 entstand, als der Reichstag das Bürgerliche Gesetzbuch beschloss, das 1900 in Kraft trat.
1897 heiratete Liebmann Lili Fanny Herxheimer, mit der er drei Kinder hatte. 1908 verlieh die rechtswissenschaftliche Fakultät der Universität Heidelberg Liebmann die Ehrendoktorwürde.
Politisch stand Liebmann der Deutschnationalen Volkspartei nahe. Das „schmutzige Parlament“ der Weimarer Republik verachtete er. Nach der Machtübernahme durch die Nationalsozialisten, die Liebmann zunächst noch begrüßt hatte, nahmen die Anfeindungen gegen jüdische Menschen zu. Liebmann sah sich deshalb gezwungen, seinen Verlag nicht wie vorgesehen seinem Sohn Karl Wilhelm Liebmann zu übergeben, sondern zu verkaufen. Mit notariellem Vertrag vom 12. Dezember 1933 erwarb Heinrich Beck das Unternehmen Liebmanns einschließlich der Rechte an allen Werken des Verlags für 250.000 Reichsmark, was unterhalb des von Liebmann ursprünglich intendierten Kaufpreises von 300.000 Reichsmark lag. Nach Auffassung eines Autors war dies ein Verkauf „deutlich unter Wert“. Nach Einschätzung von Uwe Wesel hingegen entsprach der gezahlte Preis dem damaligen tatsächlichen Wert des Verlages. Eindeutig ist jedenfalls, dass der Verkauf „ohne die nationalsozialistische Herrschaft undenkbar gewesen“ wäre. Liebmann selbst äußerte sich sowohl über den erzielten Kaufpreis als auch über den Verkauf an Heinrich Beck zufrieden, wie erhaltene Korrespondenz (Schreiben von Otto Liebmann an seinen langjährigen Prokuristen Paul Ebel) zeigt. Denn vorher hatten sich Verhandlungen mit mehreren anderen Verlagen zerschlagen. Insbesondere der Erwerb der Taschenkommentare, die C.H. Beck fortan unter der Marke „Beck’sche Kurzkommentare“ verkaufte, zahlte sich aus.
Der Verweis auf Liebmann wurde aus den von ihm begründeten Werken entfernt, sein Vermögen wurde nach und nach von deutschen Behörden konfisziert. Liebmann starb 1942 vermögenslos und gesellschaftlich isoliert. Bei seinem Begräbnis in Berlin war neben seinen beiden Töchtern, die kurze Zeit später im Rahmen der Deportation in die Vernichtungslager ermordet wurden, nur sein Freund Leo Rosenberg anwesend.
Liebmanns Sohn Karl Wilhelm entfloh dem nationalsozialistischen Terror nach einer Internierung im KZ Sachsenhausen zunächst nach Frankreich, dann weiter nach Ecuador.

## Kurzkommentare
Liebmann begründete 1924 die vom Beck-Verlag fortgeführte Reihe von Kurzkommentaren, anfangs als Taschenausgabe, dann als Taschenkommentar bzw. Liebmann’s Taschenkommentare und schließlich als Liebmann’s Kurzkommentare bezeichnet.
1. 1924 ZPO / Adolf Baumbach (Taschenausgabe) ➔ 1950 Lauterbach, 1974 Albers/Hartmann, 2020 Anders
2. 1925 GKG / Adolf Baumbach (Taschenausgabe) ➔ 1951 Lauterbach, 1973 Hartmann, 2019 Toussaint
3. 1927 ArbGG / Adolf Baumbach (Taschenkommentar) ➔ 3. Aufl. 1934, nicht fortgesetzt
4. 1926 PatG / Ludwig Ebermayer (Taschenkommentar) ➔ 1936 Benkard, 1955 Bock, 1981 Ballhaus, 1988 Bruchhausen, 2006 Asendorf, 2023 Bacher
5. 1928 KVG / Ernst Conrad (Taschenkommentar) ➔ 1933 Floegel, 1953 Hartung, 1968 Jagusch, 1983 Hentschel, 2007 König/Dauer
6. 1928 StPO / Otto Georg Schwarz (Liebmann’s Taschenkommentare) ➔ 1960 Kleinknecht, 1983 Meyer, 1991 Meyer-Goßner, 2011 Schmitt
7. 1931 BGB / Otto Loening/James Basch/Ernst Straßmann (Liebmann’s Taschenkommentare) ➔ 1939 Palandt, 2022 Grüneberg
8. 1932 GBO / Viktor Hoeniger/Friedrich Weißler (Liebmann’s Taschenkommentare) ➔ 1936 Henke/Mönch, 1951 Horber, 1986 Demharter
9. 1932 HGB / Adolf Baumbach (Liebmann’s Kurzkommentare) ➔ 1951 Duden, 1983 Hopt
10. 1933 StGB / Otto Georg Schwarz (Liebmann’s Kurzkommentare) ➔ 1961 Dreher, 1978 Tröndle, 2001 Fischer

Der Beck-Verlag verwendete anfangs die Bezeichnung Kurzkommentare in Baumbach’scher Erläuterungsweise und ließ 1935 die Bezeichnung Kurz-Kommentare als Wort-/Bildmarke registrieren. Im Jahr 2013 umfasste die Reihe Beck’sche Kurz-Kommentare 66 gezählte Bände; seitdem erscheinen neue Titel der Reihe ungezählt.

## Umbenennung des „Palandt“
Die Initiative Palandt Umbenennen forderte 2017 den Beck-Verlag auf, den BGB-Kurzkommentar Palandt umzubenennen und schlug u. a. Liebmann als alternativen Namensgeber vor. Der Beck-Verlag wies die Forderung zurück. Als der Verlag im Jahr 2021 einlenkte und den Kommentar doch noch umbenannte, wurde wie bei anderen Werken der Reihe der Name eines aktuellen Mitwirkenden (Grüneberg) gewählt. Darauf kritisierte die Initiative, dass der Name Grüneberg „ohne jede Verbindung zu der historischen Entwicklung des Werkes gewählt wurde und der Verlag sich damit in Widerspruch zu seiner ursprünglichen Argumentation setzt, wonach er durch das Festhalten am Namen ‚Palandt‘ an Geschichte erinnern wolle“.